# Ermitagaña

Ubicació d'Ermitagaña

Ermitagaña és un barri de la ciutat de Pamplona, capital de la Comunitat Foral de Navarra. Limita al nord i est amb el barri de San Juan / Donibane, al sud amb Iturrama i a l'est amb Barañáin. Dintre del seu terme s'hi troba el barri de Mendebaldea. La seva població és de 17.163 persones (cens de 2008).

## Transports
| Línia    | Trajecte                    | Horari        | Freqüència |
| -------- | --------------------------- | ------------- | ---------- |
| Línia 12 | Ermitagaña - Mendillorri    | 06:30 - 22:30 | 5´- 10´    |
| Línia 24 | Circular Mercadillo Labayen | 09:00 - 14:00 |            |
| Línia N2 | Ps. Sarasate - Barañáin     | 23:10 - 6:30  | 20' -30'   |